# Limonium marisolii
Limonium marisolii és una saladina endèmica del Migjorn (Mallorca), de la família Plumbaginaceae. Fou descrita el 1985 pel botànic mallorquí Lleonard Llorens. És una planta perenne, glabra, de 30 cm a 100 cm d'alçada. Habita majoritàriament els penya-segats de la Marina de Llucmajor, i també s'han trobat un nombre menor d'exemplars a la Costa d'en Blanes, també al sud de Mallorca.